# Hodent
Hodent és un municipi francès, situat al departament de Val-d'Oise i a la regió d'Illa de França. L'any 2007 tenia 266 habitants.
Forma part del cantó de Vauréal, del districte de Pontoise i de la Comunitat de comunes Vexin-Val de Seine.

## Demografia

### Població
El 2007 la població de fet de Hodent era de 266 persones. Hi havia 89 famílies, de les quals 20 eren unipersonals (8 homes vivint sols i 12 dones vivint soles), 20 parelles sense fills i 49 parelles amb fills.
La població ha evolucionat segons el següent gràfic:
Habitants censats

### Habitatges
El 2007 hi havia 106 habitatges, 93 eren l'habitatge principal de la família, 7 eren segones residències i 6 estaven desocupats. 98 eren cases i 7 eren apartaments. Dels 93 habitatges principals, 76 estaven ocupats pels seus propietaris, 10 estaven llogats i ocupats pels llogaters i 6 estaven cedits a títol gratuït; 2 tenien una cambra, 5 en tenien dues, 12 en tenien tres, 27 en tenien quatre i 46 en tenien cinc o més. 69 habitatges disposaven pel capbaix d'una plaça de pàrquing. A 26 habitatges hi havia un automòbil i a 54 n'hi havia dos o més.

### Piràmide de població
La piràmide de població per edats i sexe el 2009 era:
| Homes | Edats   | Dones |
| ----- | ------- | ----- |
| 0     | 95 o +  | 0     |
| 0     | 90 a 94 | 0     |
| 4     | 85 a 89 | 8     |
| 0     | 80 a 84 | 0     |
| 0     | 75 a 79 | 4     |
| 0     | 70 a 74 | 0     |
| 8     | 65 a 69 | 4     |
| 8     | 60 a 64 | 8     |
| 12    | 55 a 59 | 4     |
| 4     | 50 a 54 | 12    |
| 4     | 45 a 49 | 4     |
| 16    | 40 a 44 | 8     |
| 12    | 35 a 39 | 12    |
| 16    | 30 a 34 | 16    |
| 4     | 25 a 29 | 8     |
| 0     | 20 a 24 | 4     |
| 4     | 15 a 19 | 12    |
| 12    | 10 a 14 | 0     |
| 12    | 5 a 9   | 16    |
| 4     | 0 a 4   | 8     |

## Economia
El 2007 la població en edat de treballar era de 166 persones, 124 eren actives i 42 eren inactives. De les 124 persones actives 114 estaven ocupades (64 homes i 50 dones) i 10 estaven aturades (3 homes i 7 dones). De les 42 persones inactives 12 estaven jubilades, 19 estaven estudiant i 11 estaven classificades com a «altres inactius».

### Ingressos
El 2009 a Hodent hi havia 93 unitats fiscals que integraven 256 persones, la mediana anual d'ingressos fiscals per persona era de 21.626 €.

### Activitats econòmiques
Dels 12 establiments que hi havia el 2007, 2 eren d'empreses de fabricació d'altres productes industrials, 1 d'una empresa de construcció, 3 d'empreses de comerç i reparació d'automòbils, 2 d'empreses de transport, 2 d'empreses financeres, 1 d'una empresa de serveis i 1 d'una entitat de l'administració pública.
L'únic servei als particulars que hi havia el 2009 era una fusteria.
L'any 2000 a Hodent hi havia 3 explotacions agrícoles que ocupaven un total de 351 hectàrees.

## Equipaments sanitaris i escolars
El 2009 hi havia una escola maternal.

## Poblacions més properes
El següent diagrama mostra les poblacions més properes.